# Jean d'Aligny
Pour les articles homonymes, voir Aligny.
Jean Marie Joseph Louis Quarré de Château-Regnault d’Aligny (1909-1991), dit Jean d'Aligny,  alias « Nano », comte d'Aligny, est un résistant français  qui a agi dans différents réseaux de résistance : camouflage du matériel, Corps franc Pommiès, réseau SOE section F PRUNUS. Opérant depuis son château d'Esquiré, à Fonsorbes (Haute-Garonne), il est arrêté le 15 avril 1943 par la Gestapo, déporté à Buchenwald  puis à  Natzweiler-Struthof et libéré en  mai 1945 au camp de Dachau.
Même s'il déclare n'avoir joué qu'un rôle modeste dans la Résistance en Haute-Garonne, d'Aligny a été un appui local important d'acteurs de premier plan comme Émile Mollard, André Pommiès, Marcel Tailllandier et le S.O.E.. 
Les enregistrements sonores que Daniel Latapie, historien archiviste de la Résistance en Haute-Garonne, a pu obtenir de d'Aligny, en surmontant sa réserve et sa discrétion, sont un  témoignage fort d'une morale en action dans la Résistance. Ils sont conservés aux Archives départementales de la Haute-Garonne. Des extraits transcrits en sont livrés dans le texte qui suit.

## Origines
Jean, Quarré de Château-Regnault d'Aligny, dit Jean d'Aligny, est né à Pau le 17 novembre 1909 et mort à Villefranche-de-Lauragais (Haute-Garonne), dans la clinique Monié, le 15 janvier 1991. 
Il est issu d'une famille noble de Bourgogne, la Maison de Quarré.
Il est le fils de Déodat Quarré de Château-Regnault d'Aligny (1872-1942) décédé à Seyre en 1942, et de son épouse Marie-Thérèse, née Lafond (1883-1921).
Il a eu deux frères, Louis (1903-1907) et Étienne (1914-2001), et trois sœurs,  Guillemette (1905-1985), Marie-Louise (1908-2006) et Marguerite (1912-2012).
Son père, Déodat, était diplômé de l'École d'agriculture de Grignon, où il fut le condisciple et l'ami intime d'Eugène Rouart (1872-1936) qui fut son associé dans la gestion d'une importante exploitation agricole de la région d'Autun, la ferme des Plaines, propriété de la mère de Déodat. A la fin du bail non renouvelé sur la base d'un désaccord entre Déodat et sa mère, les deux hommes quitteront les Plaines en 1902 pour s'installer chacun dans son propre domaine, dans la Haute-Garonne.
Déodat d'Aligny, qui s'est marié le 27 mai 1902, à Pau, avec Marie-Thérèse Lafond, fera l'acquisition en 1902 du domaine de la Béguère à Plaisance-du-Touch, puis, en 1906, de celui, attenant, d'Esquiré à Fonsorbes. Eugène Rouart acquiert en 1902 le domaine de Bagnols-Saint Caprais à Grenade.
La mère de Jean d'Aligny, Marie-Thérèse Lafond, était la fille de Paul Lafond (1847-1918) qui fut un collectionneur, historien de l’art, aquafortiste et dessinateur lithographe, ainsi que conservateur du musée des beaux-arts de Pau et ami de Degas.

## Formation et activités

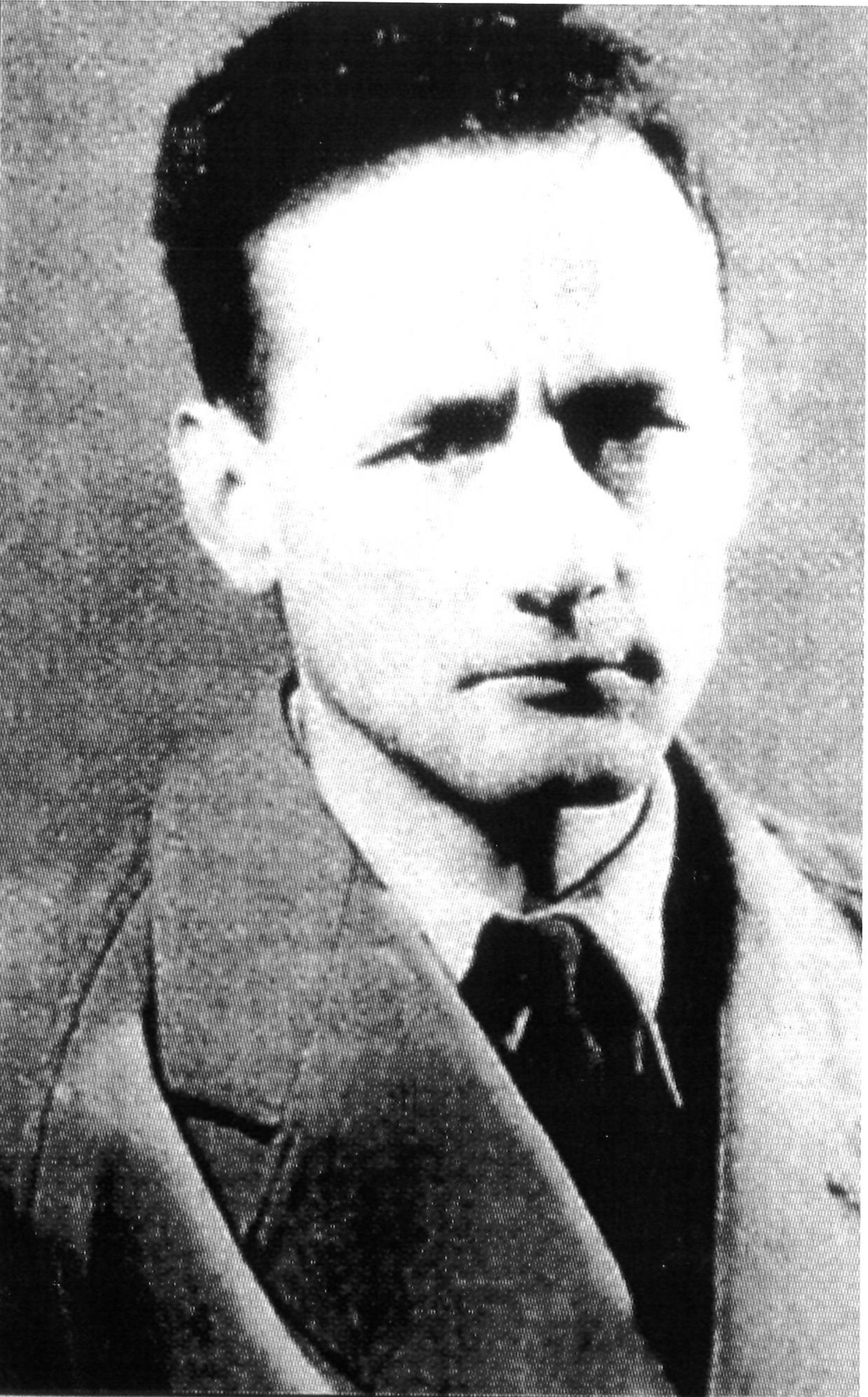
Jean d'Aligny

Jean d'Aligny a onze ans quand sa mère meurt en 1921. C'est son oncle maternel, Pierre Lafond, diplomate, qui va se charger de son éducation. Jean d'Aligny va l'accompagner dans ses différentes affectations dont en Tunisie puis en Syrie. Jean d'Aligny était très attaché à cet oncle et ceci influera sur des décisions qu'il prendra dans son activité liée à la Résistance, . Pierre Lafond finira sa carrière comme ambassadeur de France en Iran de 1944 à 1950.
Jean d'Aligny revient en France, à l'âge de 19 ans, pour y accomplir son service militaire. Dans les années 1930, son père lui cède le domaine d’Esquiré, près de Fonsorbes, dont il assure l'exploitation agricole.

## Le résistant
Jean d’Aligny mena son activité de résistant depuis son domaine d'Esquiré, à Fonsorbes, où il fut assisté par sa compagne, Yvonne Lagrange, surnommée  « Yvon ».
Les sources d'information sont pour l'essentiel le fonds Daniel Latapie, qui rassemble des enregistrements de témoignages de résistants de la Haute-Garonne, dont ceux de Jean d'Aligny. Ce fonds est conservé aux Archives départementales de la Haute-Garonne. La transcription du fonds d'Aligny exploité ici a été réalisée par René de Laportalière.

### Le camouflage du matériel militaire
Après la défaite de 1940, sous l’autorité du commandant Émile Mollard, attaché à l’état-major de l’armée à Vichy et sous la couverture du général Weygand, ministre de la guerre, fut créée une entreprise clandestine de sauvegarde, camouflage et fabrication de matériel de guerre : le service « camouflage du matériel » (CDM),. L’objectif était d’empêcher la Wehrmacht de s’emparer du matériel de guerre laissé à sa disposition par l’Armistice et de le conserver en vue de préparer « l’Armée de la Revanche ». Dans chacune des régions militaires de la zone libre fut nommé un « correspondant régional » chargé de superviser le camouflage de fusils, mitrailleuses, munitions, canons même, camions..

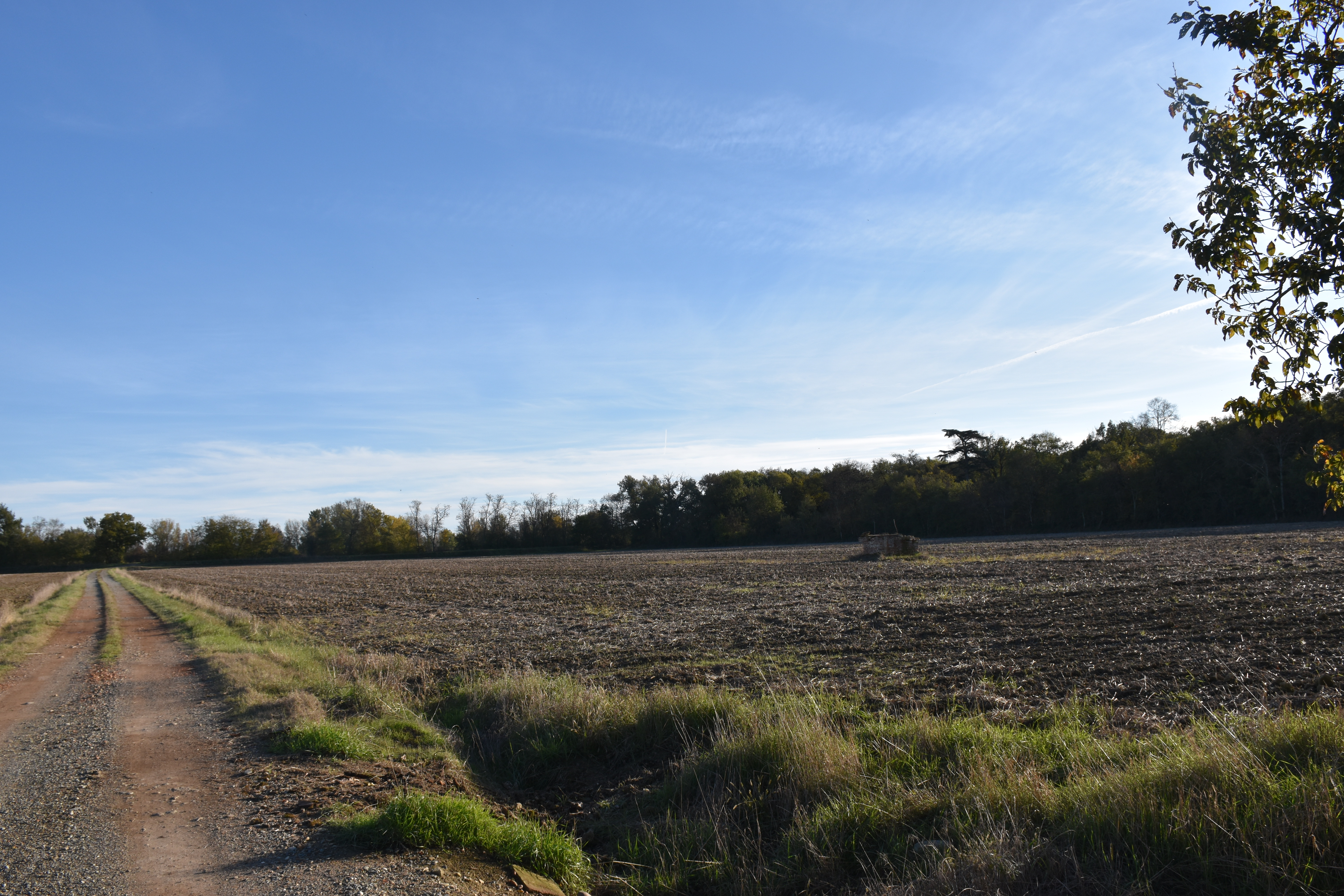
Garenne ou ancien Jardin potager d'Esquiré où furent dissimulées 35 tonnes de matériel militaire

À Toulouse, dans les environs et dans les départements limitrophes, les prospections commencèrent ; les carrières naturelles, les grottes, les ruines, furent inspectées, clandestinement, bien entendu, mais ce genre de cachettes était limité ; il présentait d’ailleurs des risques de vol incontestable : il fallut être très circonspect dans ce domaine. Des locaux furent loués sous des noms d’emprunt. De nombreux particuliers acceptèrent, bénévolement d’abriter du matériel.
Le camouflage du matériel à Esquiré eut lieu en deux temps très distincts souvent confondus :
1. le camouflage dans le cadre du CDM avant l’occupation de la zone libre, dès fin 1940
2. « l'opération des 35 tonnes », fin 1942, début 1943, après l’occupation de la zone libre.

Marcel Taillandier, le fondateur du réseau Morhange, était un ami très proche de Jean d'Aligny. Vivant à Saint-Martin du Touch, il en était le voisin. Chef local du CDM, il mit Jean d'Aligny en relation avec de nombreux membres de ce réseau et il apporta, lui-même, du matériel à Esquiré. D'autres propriétés de la région furent sollicitées par d'Aligny pour cacher du matériel. Ce fut le cas à Seyre où des lots de pneumatiques furent camouflés chez Gaston de Capèle, beau-frère de Jean d'Aligny, qui put les retirer à temps quand il fut prévenu par Platt, un Alsacien que les Allemands avaient placé comme régisseur d'Esquiré après l'arrestation de Jean d'Aligny, qu'une perquisition allait avoir lieu chez lui. Platt est évoqué plus loin à propos de l'arrestation de d'Aligny pour montrer qu'il n'en fut pas responsable.

### L'engagement dans le réseau SOE «PRUNUS»
Le  réseau « PRUNUS » est un réseau SOE (Special Opérations Executive), fondé en 1940 par le service secret britannique, sous l'autorité de Maurice Buckmaster, pour participer aux actions des résistance en Europe, par des sabotages, du renseignement, des parachutages d’armes et de matériel. Le réseau PRUNUS a été créé en avril 1942  par un  jeune lieutenant  anglais, Martin Perkins dont le nom véritable est Maurice  Pertschuk (1921-1945), alias « Eugène », « Gérard » dans la région de Montréjeau. Il rayonne ensuite sur toute la Haute-Garonne. Présent à Toulouse, Montréjeau et Fonsorbes, le réseau mène de multiples activités : sabotages, renseignements, passages clandestins et parachutages d’armes. 
Jean d'Aligny fut introduit dans le réseau PRUNUS en novembre 1942 par un de ses amis, camarade de guerre, René Pradeau, receveur des P.T.T.. René Pradeau était chef de groupe des Éclaireurs de France dont Marcel Petit, directeur de l’École nationale vétérinaire de Toulouse, était le commissaire de district régional. C'est Marcel Petit qui recruta René Pradeau, comme lui-même était entré dans le réseau PRUNUS par l'entremise d'un chef de groupe éclaireur israélite, Lucien Fayman. Mis en alerte après une dénonciation pour la détention de matériel militaire dans ses hangars, restée sans suite car il avait été prévenu et il avait pu déplacer le matériel avant la venue des allemands, Jean d'Aligny avait émis l'idée de passer en Angleterre, mais Pertshuk l'en dissuada en lui faisant comprendre qu'il serait beaucoup plus utile en France, tout en lui promettant d'être évacué en Angleterre en cas de danger.
Les contacts de Pertschuk recoupaient en partie ceux d'un agent encore plus jeune que lui, et encore plus remarquable selon M.R.D. Foot, Tony Brooks, « Alphonse », un anglais élevé en Suisse, le créateur du réseau SOE PIMENTO. Le personnel de Londres jugeant qu’il fallait des communications rapides à Brooks  lui envoya un radio, Marcus Bloom (1907-1944), Michel, plus connu à Londres sous le nom de Bishop. Brooks jugea rapidement que les pratiques de Bloom étaient très imprudentes et, pour cette raison, il s'en sépara. Bloom devint le radio de Pertschuk pour le réseau PRUNUS.
D'Aligny logea Bloom à Esquiré. Il mit à son service sa compétence d'opérateur radio acquise pendant la guerre et il créa tout un réseau de lieux d'émission où le travail devait être exécuté dans un temps bref pour éviter le repérage par la goniométrie allemande. Il accompagna Bloom en exerçant la fonction d'« ange gardien » nécessaire pour ce type d'opération. Mais Bloom ne parvint à prendre contact avec Londres qu'en janvier 1943, à cause de multiples contretemps techniques. Adolphe Rabinovitch (1918-1944) dut venir d’Annecy pour réparer son appareil en janvier 1943.
Jeanine Morisse, dite Niquou, était l'agent de liaison du réseau entre Pertschuk et Bloom. Dans son livre Là d'où je viens, elle a laissé le témoignage qui suit sur ce qu'était alors la vie à Esquiré : 

« Chez Nano, autrement dit Jean d'Aligny, au château de Fonsorbes, c'était le lieu d'accueil de tous les résistants ; ils y logeaient à demeure : Robert Cunillera, Espagnol condamné à mort par Franco, avait trouvé du travail chez Nano comme régisseur de la propriété ; le docteur Jacobson, condamné à mort en Roumanie pour résistance, et d'autres dont j'ai oublié les noms. Yvonne Lagrange,  Yvon, infirmière à Toulouse, compagne de Nano, aidait la fermière à faire la cuisine pour tous ; elle était accueillante et généreuse, ouvrait toute grande la porte à l'accueil et à l'amitié ... C'était une ambiance très chaleureuse. Nano était un homme merveilleux d'une grande humanité. Résistant de la première heure, grâce à lui, Fonsorbes était devenu un haut lieu de la Résistance : que d'amis y passèrent, cherchant un secours qu'ils y trouvaient toujours ! »

.
Dans ses entretiens avec Daniel Latapie, d'Aligny ne cache pas le comportement à risques de Bloom, mais il est surtout critique vis  à vis des gens de Londres qui n’étaient pas aussi attentifs qu’ils auraient dû l’être : 

« Ils ne suivaient pas, absolument pas, notre programme. Et dès que nous changions de canal, nous les perdions les trois quarts du temps. Ce qui faisait que l’on poussait un peu plus que les trois minutes quand on avait un message, c'était horriblement dangereux. Ça donnait la possibilité aux gonios de nous repérer »

Mais dans l'action, ceux qu'il craint le plus, ce sont les timorés :

« Un bonhomme qui rentre dans un réseau d’action est un monsieur qui doit être gonflé. Tenez,  Petit était un bonhomme taillé pour ça. Vuillemot était un type taillé pour ça. Il ne faut pas pâlir ! Il ne faut pas changer de couleur dès que quelqu’un traverse une pièce. Il y avait des tas de gens de bonne volonté chez nous, mais il y en avait beaucoup qui étaient dangereux à trimbaler. Il y a des moments où on a envie de les démolir, je ne sais pas si vous êtes de mon avis, mais on a envie de les démolir parce qu’ils représentent un tel risque qu’on peut pas les suivre ! »

Pourtant, la découverte par les Allemands de la radio dans la chambre de Bloom, à Esquiré, contre toute règle de prudence élémentaire, sera une cause majeure de son arrestation et surtout du traitement particulièrement sévère qui lui fut réservé. Il n'en garda pas rigueur à Bloom comme on peut en juger dans l'entretien qu'il eut avec Maurice Buckmaster, au retour des camps, et qu'il relate ainsi :

« Quand je suis arrivé à Paris et que j’ai été me faire reconnaître au George-V, Buckmaster m’a reçu très aimablement d’abord, et puis, alors, je lui ai demandé des nouvelles de Bloom auquel j’étais très attaché. Il m’a dit « il est mort et il vaut mieux pour lui qu’il soit mort ».  Alors, je lui ai dit : « ne parlez pas comme ça parce que c’est scandaleux. C’est un type qui a bien fait son devoir et qui était d’ailleurs, la veille de son arrestation, venu me trouver dans ma chambre en me disant que vous l’aviez chaudement félicité. Il était tout ému et je trouve très contrariant que vous m’en parliez comme ça maintenant »

« Alors, à partir de là, tout a été cassé entre nous deux. Jamais plus il n’a demandé de mes nouvelles. Jamais il ne m’a convoqué etc. Après avoir promis des tas de choses. Je ne désirais, d’ailleurs, pas être récompensé par les Anglais. Ce n’était pas ce qui m’avait fait travailler »

.
Il demeure que la somme des imprudences commises par Marcus Bloom (Michel) était considérable, la plus grave pour Buckmaster étant la découverte par les Allemands de la photo de Maurice Pertschuck, en uniforme de lieutenant anglais, dans les vêtements de Bloom. Ceci constituait une enfreinte majeure aux règles du SOE, puisque les effets personnels des agents étaient fouillés avant leur départ en France pour s'assurer de l'absence de tout élément permettant leur identification. Reconnus comme agents anglais et non comme résistants français, le lieutenant Bloom fut exécuté le 6 septembre 1944 à Mauthausen et
le lieutenant Pertschuk le 24 mars 1945 à Buchenwald.
Malgré l'amitié qu'il témoignait à Michel pour son courage et pour sa bonne humeur entraînante, malgré sa grande estime pour des membres du réseau comme Marcel Petit, Vuillemot et d'autres, il est manifeste que d'Aligny ne se sentait pas tout à fait à sa place dans un « réseau anglais ». Sa préférence dans l'action le portait davantage vers Pommiès qui lui avait fait une place dans son réseau de Corps francs.  Une déconvenue avec Pertschuk causa la rupture avec PRUNUS. d'Aligny avait accueilli à Esquiré l'oncle maternel qui l'avait élevé et qu'il affectionnait beaucoup. Cet oncle, diplomate, sortait éprouvé d'une détention de 3 mois imposée par le régime de Vichy. Il souhaitait s'engager dans la Résistance auprès de son neveu qui ne le jugeait pas capable d'en supporter physiquement ni les contraintes ni les graves conséquences en cas d'arrestation.  Au moment de son engagement dans le réseau PRUNUS, Pertschuk avait promis à d'Aligny une évacuation par avion vers l'Angleterre si les choses tournaient mal. D'Aligny demanda à Pertschuk de faire bénéficier son oncle de cette disposition, et donc d'un transfert à Londres où cet oncle aurait pu utiliser ses compétences dans les réseaux diplomatiques. Pertschuk refusa et déclara, selon d'Aligny, « qu'il n'était pas une agence de voyages ».

« Je lui ai dit : et bien moi depuis longtemps déjà, j’ai quelques remords à travailler avec des Anglais. Je ne sais pas si je suis dans la bonne voie. J’aime mieux travailler avec les Français. Je vous plaque. Je suis sollicité par les Français ». Et c’est à ce moment-là que je suis entré dans le réseau Pommiès »

.

### Le Corps Franc Pommiès
En novembre 1942, le Capitaine André Pommiès entre dans la lutte clandestine en créant dans chacun des 10 départements de la 17ème division militaire des commandos d’une trentaine d’hommes, ayant des cadres militaires confirmés, orientés vers des actions de sabotage et de guérilla. Il les baptise « Corps Francs ». En novembre 1942, après avoir été recommandé par le CDM, Jean d'Aligny devient l’adjoint civil d’André Pommiès.
Son fils, Jean–André Pommiès, écrit :

« Pommiès, appréhendant l’arrestation systématique des cadres de la défunte armée de l’Armistice, se préoccupe d’avoir un adjoint civil susceptible de poursuivre sa tâche au cas où il disparaîtrait : ce sera Jean d’Aligny, patriote éprouvé, personnage modeste et calme, qui fera preuve d’un courage remarquable. Cet homme dans la force de l’âge appartient à une vieille famille aristocratique propriétaire du domaine d’Esquiré près de Fonsorbes, à une vingtaine de kilomètres de Toulouse, où il a accepté de camoufler une quantité importante de matériel pour le compte du CDM, qui l’a recommandé à Pommiès »

Les deux hommes signeront par ailleurs un contrat original, dûment enregistré à Rieumes le 2 mars 1943, moyennant la somme de 240 Francs, par lequel « Jean d’Aligny donne à ferme à moitié fruits à Jean–André Pommiès, à compter du 1er février 1943, une parcelle de terre en nature de pré et de friches d’une contenance de 12 ha » afin d’y effectuer des cultures maraîchères. Il s’agit bien évidemment d’une couverture pour Pommiès, qui craint d’attirer l’attention en restant plus longtemps sans emploi à Toulouse alors que sa famille se trouve à Pau. Pour accréditer davantage sa nouvelle profession, il part même s’installer à Esquiré prenant ainsi consciemment un risque sérieux, de nombreux véhicules et un atelier d’accumulateur du CDM étant abrités dans les dépendances du château ; il estime que sa récente qualité d’associé agricole devrait suffire à le mettre hors de cause en cas de perquisition. »
Commentant sa relation avec les Anglais, d'Aligny émet un jugement sévère sur la préparation insuffisante, selon lui, du réseau PRUNUS à remplir sa mission :

« Il y avait quand même une grave imprudence de la part des Anglais qui nous avaient lancés dans cette aventure. C’est qu’ils prétendaient tous que les Allemands étaient des imbéciles et ne seraient jamais capables de découvrir quoi que ce soit. En outre, ils ne nous avaient pas armés contre les risques des interrogatoires et de toutes ces choses-là.
Pommiès, lui, était très malin, beaucoup plus malin que les Anglais. Voilà comment s’est passée notre première rencontre : il est venu me trouver et m’a demandé de lui servir de « doublure ». Cela consistait, au cas où il serait pris, à mettre en contact toutes les personnes qui auraient dû ou pu constituer le réseau. C’était sans prétention. J’étais franchement incapable de prendre le gouvernement du réseau mais j’étais tout à fait en mesure de vous mettre en relation avec le type d’Agen ou le type de Carcassonne ou le type de Pau. »

## L'arrestation et la chute du réseau PRUNUS

### Le retour de Bloom à Esquiré
Le dimanche 11 avril 1943, d'Aligny reçut la visite de Pertschuk qui lui exposa un projet de sabotage de la poudrerie de Toulouse. Il lui demanda de reprendre Bloom à Esquiré pendant deux jours, pour établir le contact avec Londres pendant le temps nécessaire à l'opération. d'Aligny refusa d'abord arguant qu'il était désormais dans un autre réseau, qu'il n'avait plus rien à voir avec le réseau Buckmaster, et surtout que c'était devenu beaucoup trop dangereux parce qu’il se savait surveillé par les Allemands. Puis il se ravisa en considérant le bénéfice qu'il pourrait en tirer en persuadant Bloom d'établir une connexion radio avec le général Giraud à Alger, pour une mission que lui avait confiée Pommiès, une demande d'argent, qui aurait exigé autrement qu'il passe les Pyrénées et traverse l'Espagne pour se rendre à Alger. Ces détails sont révélateurs de la faiblesse des moyens de communication radio des réseaux de résistance à ce moment là. Bloom revint donc à Esquiré.

### L'arrestation
Le lundi 12 avril au soir, Maurice Pertschuk et d'autres membres du réseau PRUNUS (Lucien Fayman, la famille Vuillemot) sont arrêtés au 22, rue des Pyrénées, à Toulouse. 
Le même jour, à 23 h, selon le rapport de gendarmerie du capitaine Cussac commandant la section de gendarmerie de Muret, Jean d’Aligny est arrêté avec Marcus Bloom, Yvonne Lagrange et d’autres personnes présentes à Esquiré. L'appareil radio de Bloom est découvert, mais le stock d'armement dissimulé dans le jardin ne l'est pas.
La date du jeudi 15 avril est souvent avancée pour cette arrestation car c'est celle que donne Jean d'Aligny dans ses entretiens avec Daniel Latapie mais elle ne peut être retenue en raison de l'existence du document officiel de gendarmerie daté cité précédemment. En outre une arrestation qui aurait été retardée au 15 avril n'avait pas d'explication.
Le mardi 13 avril, dans la matinée, Marcel Petit et Paul Dupin sont arrêtés à l'École vétérinaire de Toulouse.

### L'analyse des causes
On a dit et écrit que d'Aligny et le radio Bloom avaient été dénoncés à la Gestapo par un espion infiltré nommé Platt, employé sur l'exploitation. Ceci a été démenti par d'Aligny lui-même dans l'entretien qu'il a livré à Daniel Latapie. Platt est le régisseur qui sera mis par les Allemands à la tête d'Esquiré, après l'arrestation de d'Aligny. Il sera abattu sur le perron d’Esquiré le 17 août 1943 sur ordre de Marcel Taillandier par des hommes de son réseau Morhange en guise de représailles sans doute mais aussi parce qu'il s'apprêtait à remettre en culture la garenne où était dissimulé le matériel du CDM. En outre, Platt, odieux avec le personnel, était détesté.

#### Les dysfonctionnements du réseau
A la suite de Michael R.D. Foot et Mark Seaman, historiens anglais qui ont exploité les archives du SOE, on a pointé le défaut de cloisonnement du réseau et de graves imprudences de certains de ses membres. On a vu que Jean d’Aligny est également engagé dans plusieurs groupes. Bloom travaille aussi pour le  réseau SOE WHEELWRIGHT. La multiplication des contacts crée une augmentation des risques d’erreurs et à terme d’arrestations en cascade.

#### L'infiltration du réseau
Outre des imprudences, toutes ces arrestations sont la conséquence de l'action de Robert Moog dit Bobby, agent français de l'Abwehr qui s'était installé comme appât au sein de la Poudrerie de Toulouse où il avait été recruté en tant que contremaître. Il s'affichait comme un Alsacien ayant des sympathies pour la Résistance, en attente d'une opportunité. Elle se présenta avec François Hitter, un lieutenant français, Alsacien lui aussi, et représentant toulousain du réseau Gilbert, un réseau de renseignement mais non d'exécution piloté depuis la Suisse par le colonel Georges Groussard). Hitter approcha Moog qui sut endormir sa méfiance la plus élémentaire, comme il le fit avec d'autres résistants,  au cours de cette opération nommée Fall Jura par l'Abwehr 
Le témoignage d'André Devigny, alors lieutenant français, camarade de François Hitter et comme lui membre du réseau Gilbert, est très éclairant puisqu'il participa aux réunions préparatoires avec Moog. Il en restitue les échanges verbaux dans son livre Je fus ce condamné.
On ne doit pas ignorer pour autant la responsabilité de ceux qui ont commandité le sabotage de la poudrerie de Toulouse à savoir le Secret Intelligence Service (SIS) et le Special Operations Executive (SOE) section F à Londres. Selon Seaman, qui cite des archives du SOE, c'est le représentant du SIS à Berne qui exposa le projet au SOE section F en précisant que le représentant toulousain du réseau Gilbert, François Hitter, avait des contacts dans la poudrerie (Hitter is not employed  to factory but will introduce our men to individals eager to do the job). Sur ces bases, le SOE, depuis Londres donna son accord au projet et chargea le réseau PRUNUS de l'exécuter. 
Dans une lettre adressée à Daniel Latapie, Vuillemot écrit à propos de Hitter : « son intervention nous avait décontenancés en apprenant qu’il n’était qu’un intermédiaire dans la chaîne qui nous échappait de plus en plus »

### L'interrogatoire
La relation que d'Aligny livre de son interrogatoire, par  Moog (Bobby)  d'abord, à Esquiré, puis par la Gertapo, à la prison Furgole et au siège de la Gestapo, au 2 rue Maignac, est révélatrice du modus operandi de la Gestapo et surtout de la personnalité de d'Aligny.
Dans son livre, Je fus ce condamné, André Devigny, qui fut lui aussi arrêté par Moog, devenu entre temps collaborateur de Klaus Barbie et de la Gestapo, livre le même déroulement des faits et des décisions ayant abouti à la chute de PRUNUS à Toulouse puis à sa propre arrestation à Lyon. Il y relate aussi son interrogatoire par Moog qui le roua de coups, alors que d'Aligny précise : « jamais il ne m'a battu ».
Jusqu’en mai 1943, Jean d’Aligny est incarcéré à la  prison militaire Furgole de Toulouse.  Marcel Petit, emprisonné en même temps dans la prison Furgole, écrira plus tard dans Contrainte par corps :
«… chaque jour, Bégué ne manque pas de venir se montrer. Il conserve le sourire et je suis content de lui. Dans cette tour maudite, il a retrouvé d’Aligny, inchangé, courageux et généreux. Quel équipier nous avions là ! Je ne me console pas de notre défaite.… ».
Et, plus tard, lorsqu'ils se retrouveront à Buchenwald :
«… encore un voyage à la carrière, par des chemins déjà familiers avec plus de hâte cette fois d’en avoir fini. Les épaules soulagées, nous prenons le chemin du Block. Sur mon chemin, à l’improviste, un homme blafard, aux tempes creusées, quasi pétrifié. Une surprise égale nous tient muets, une émotion pareille nous jette aux bras l’un de l’autre :
-         je vous croyais fusillé. Les yeux de braise disent clairement qu’ils n’ont pas dompté d’Aligny. Il devance les questions : pneumonie, puis néphrite, de l’œdème plus haut que les épaules. Je m’efforce de sourire aussi ».

## La déportation

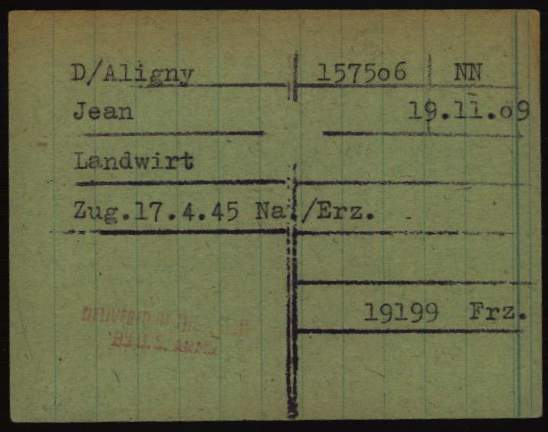
Carte d'enregistrement de Jean d'Aligny en tant que prisonnier dans le camp de concentration nazi de Dachau

En mai 1943, d'Aligny est  transféré à la prison de Fresnes à Paris. Le 8 novembre 1943, il est déporté au camp de Neue  Bremm,  puis  au  camp  de Buchenwald, où, le 18 novembre 1943, à son arrivée, il reçoit le matricule no 28391. Jean d’Aligny est transféré au camp de Natzweiler-Struthof en juillet 1944, avec huit de ses camarades en application d’un ordre général d’Heinrich Himmler pour regrouper tous les «  NN ». Il est libéré, malade, en  mai 1945, au camp de Dachau par l’armée américaine.
Jean d'Aligny, Marcel Petit, Robert Vuillemot (Pills), s'attendaient à être fusillés comme beaucoup d'autres l'ont été dans des circonstances semblables. Mais la plupart des membres du réseau PRUNUS sont revenus vivants. Bloom fut assassiné à Mauthausen avec tout un contingent d'officiers britanniques. Pertschuk fut pendu à Buchenwald le 5 avril 1945 quelques jours avant la libération du camp. Il laissa des poèmes écrits en déportation, Leaves of Buchenwald, qu'Hitter, son compagnon de déportation, rapporta en France.

## Retour à Esquiré. Sa vie après la déportation
Après être rentrés de déportation, Jean d’Aligny et sa compagne Yvonne Lagrange se réinstallent au domaine d’Esquiré. 
Après avoir cessé l'exploitation agricole de son domaine, Jean d'Aligny se retira avec sa compagne, Yvonne Lagrange, dans un appartement à Toulouse, avenue des États-Unis, puis, après la mort d'Yvonne, il vécut dans la famille de sa sœur, Marie-Louise de Capèle, à Seyre, près de Nailloux. Jean d’Aligny est mort le 15 janvier 1991 à Villefranche-de-Lauragais. Il repose, à Seyre, auprès d'Yvonne Lagrange.

## Distinctions
Jean d'Aligny a été décoré de la Croix de chevalier de la  Légion d’Honneur, de la Croix de guerre avec palme mais il n’a pas reçu la médaille de la Résistance.

## Hommages
- Un rond-point de Fonsorbes porte le nom Jean d'Aligny

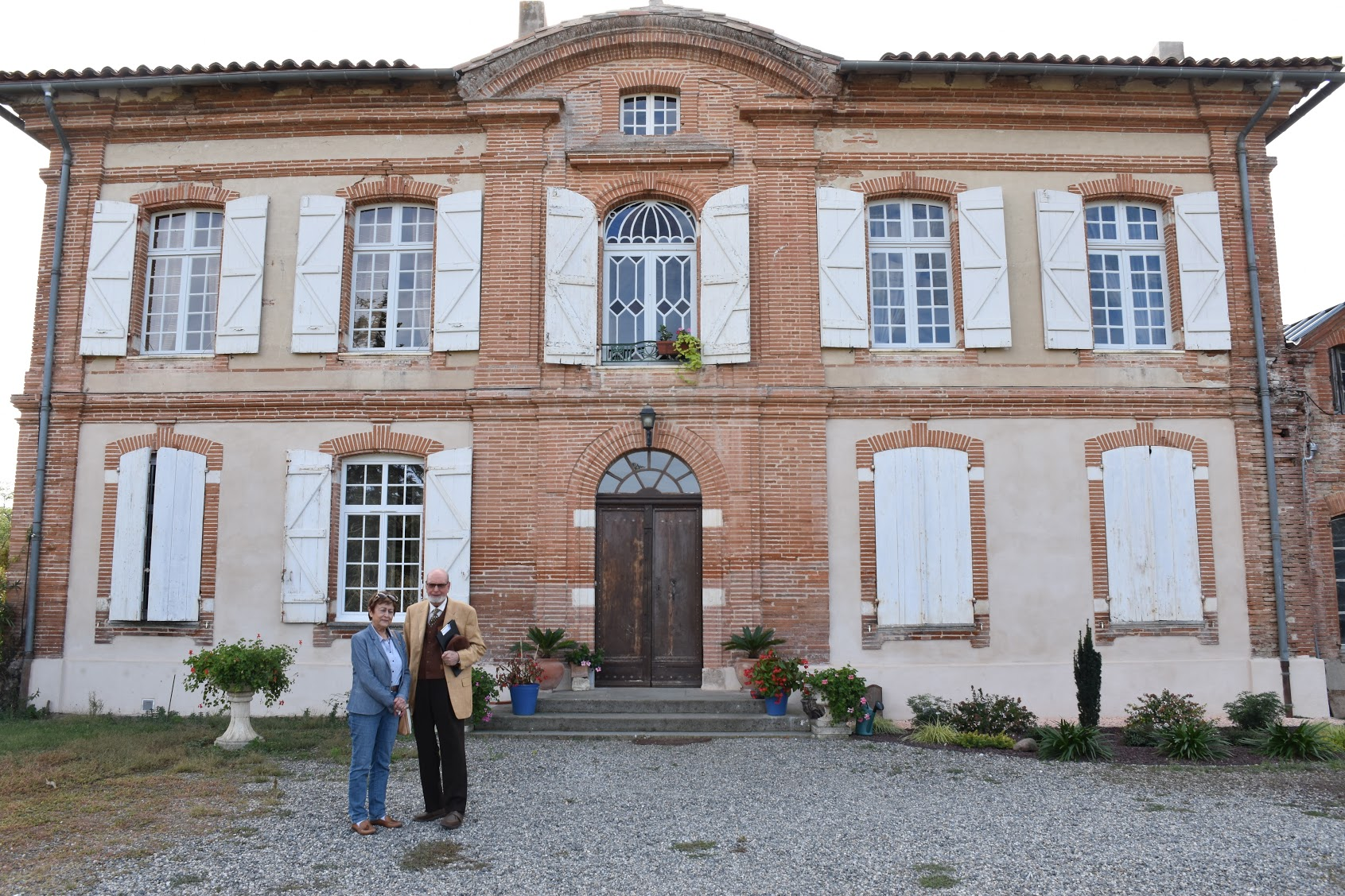
Façade du château d'Esquiré à Fonsorbes

- Un groupe mémoriel, « Les amis de Jean d'Aligny », avec la participation très active de la mairie de Fonsorbes (Archives communales) et du collège de Cantelauze, perpétue, à Fonsorbes, la mémoire de Jean d'Aligny ainsi que celle de sa compagne, Yvonne Lagrange, et d'un autre résistant déporté, Henri Calvayrac[26],[27]
- Un monument spécifique de Fonsorbes porte les noms des déportés fonsorbais. La plaque est surmontée d'un triangle inversé réalisé en rail de chemin de fer évoquant le triangle et le matricule cousus sur les vêtements des déportés.
- Une exposition permanente à la mémoire de Jean d'Aligny et d'Yvonne Lagrange est réalisée dans le collège de Cantelauze par les élèves du collège encadrés par leurs professeurs d'histoire.

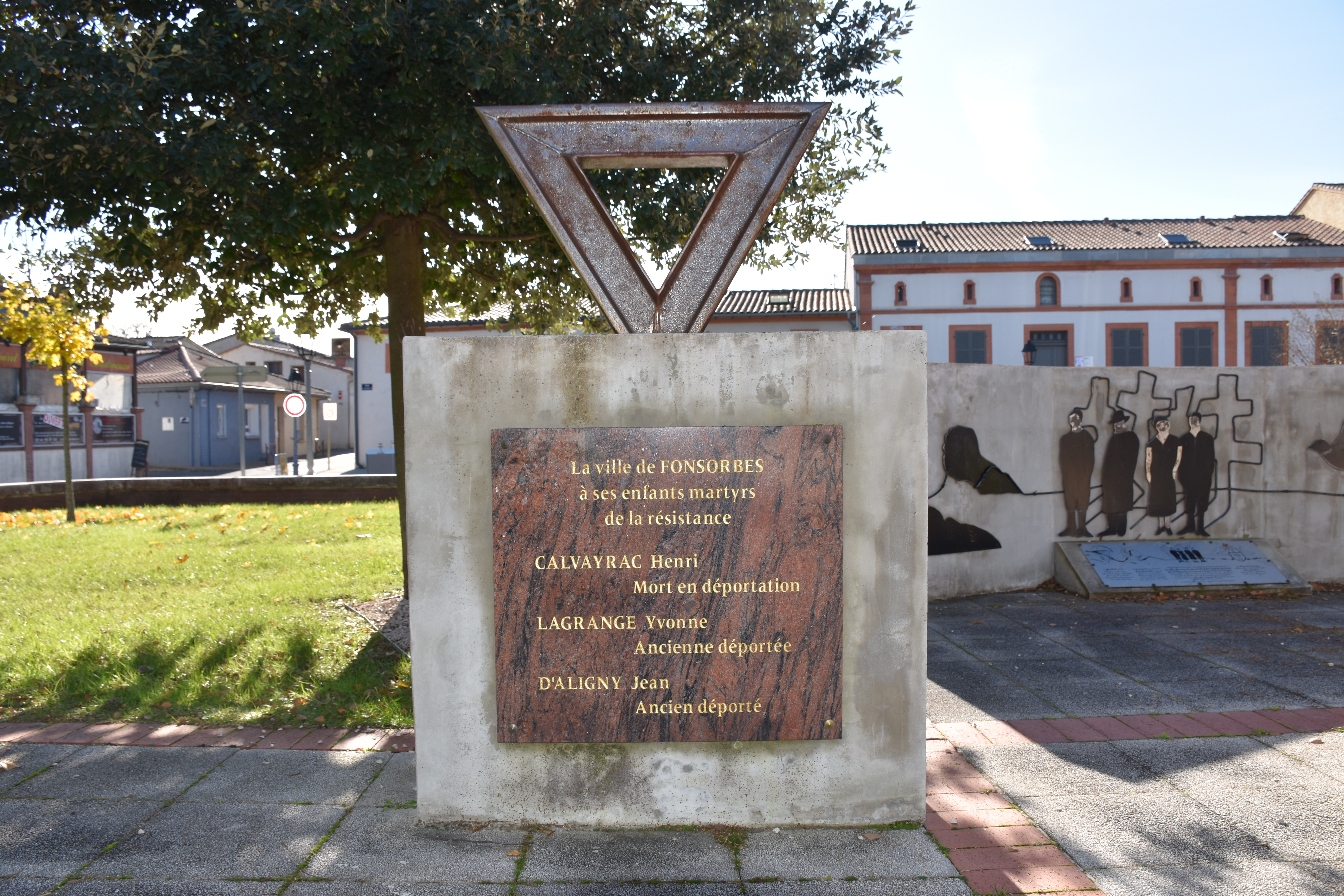
Monument aux Résistants et Déportés de Fonsorbes (Haute-Garonne)
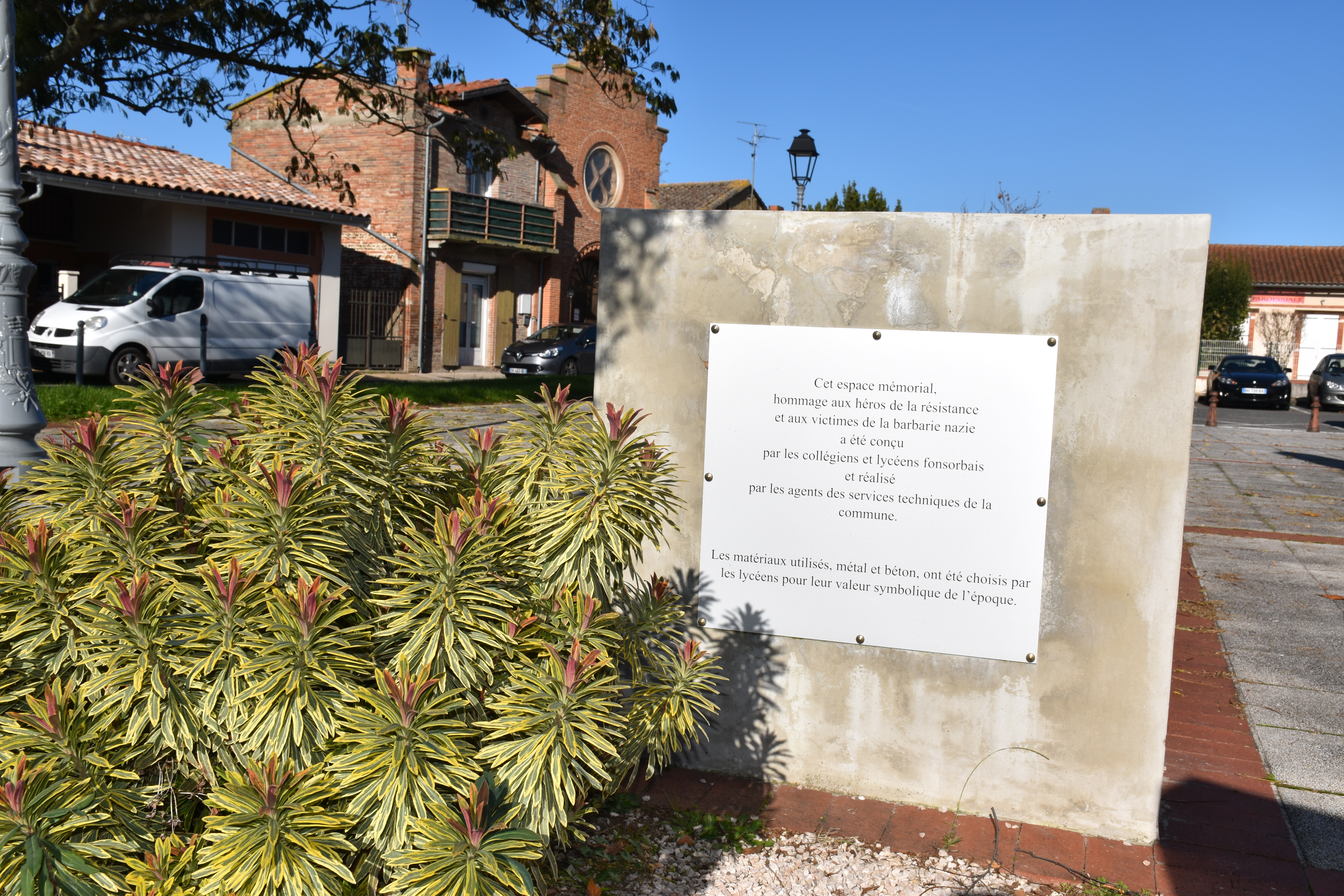
Stéle de l'espace mémoriel dédié à la Résistance conçu par les collégiens de Fonsorbes
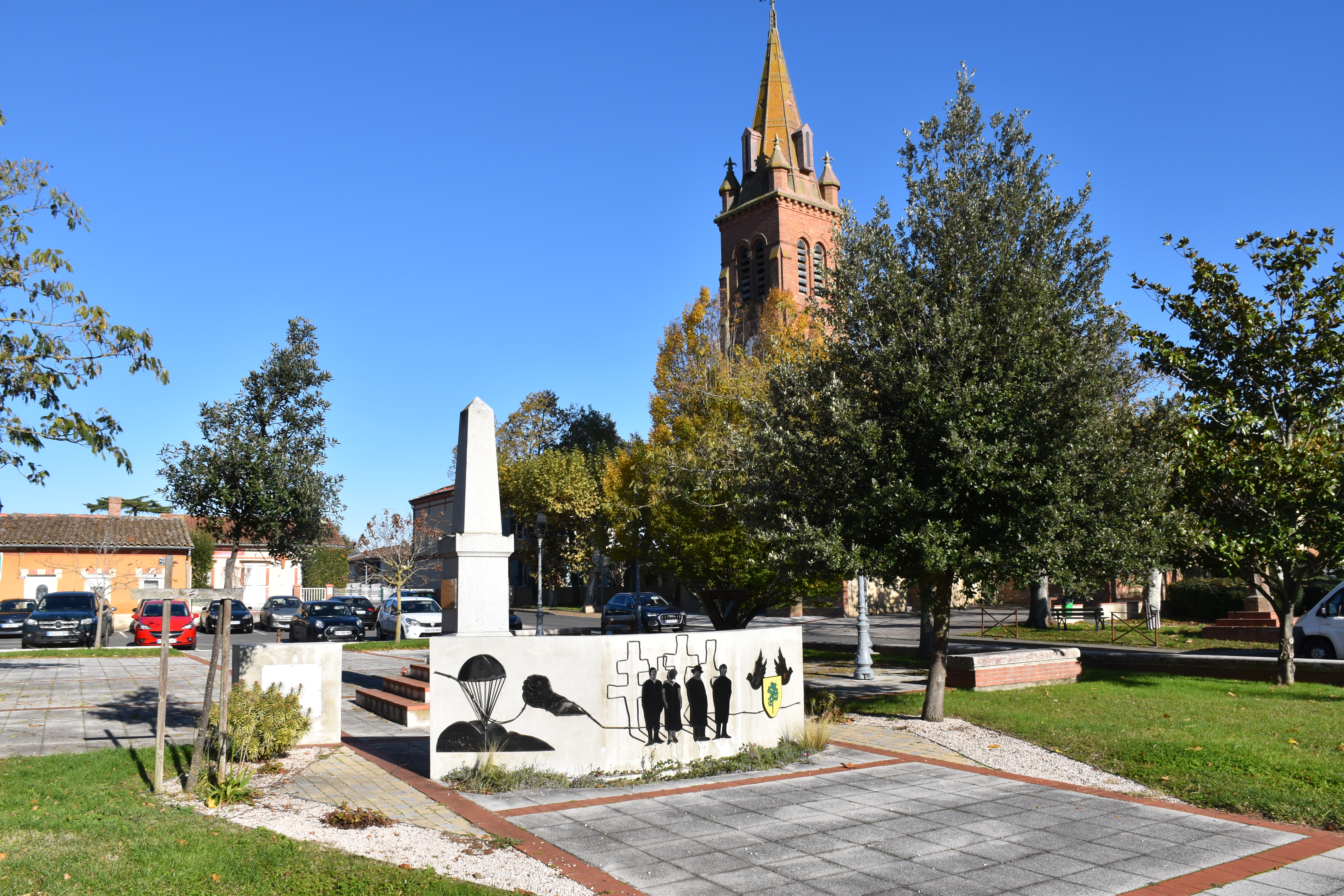
Monument aux morts et monument de la Résistance à Fonsorbes
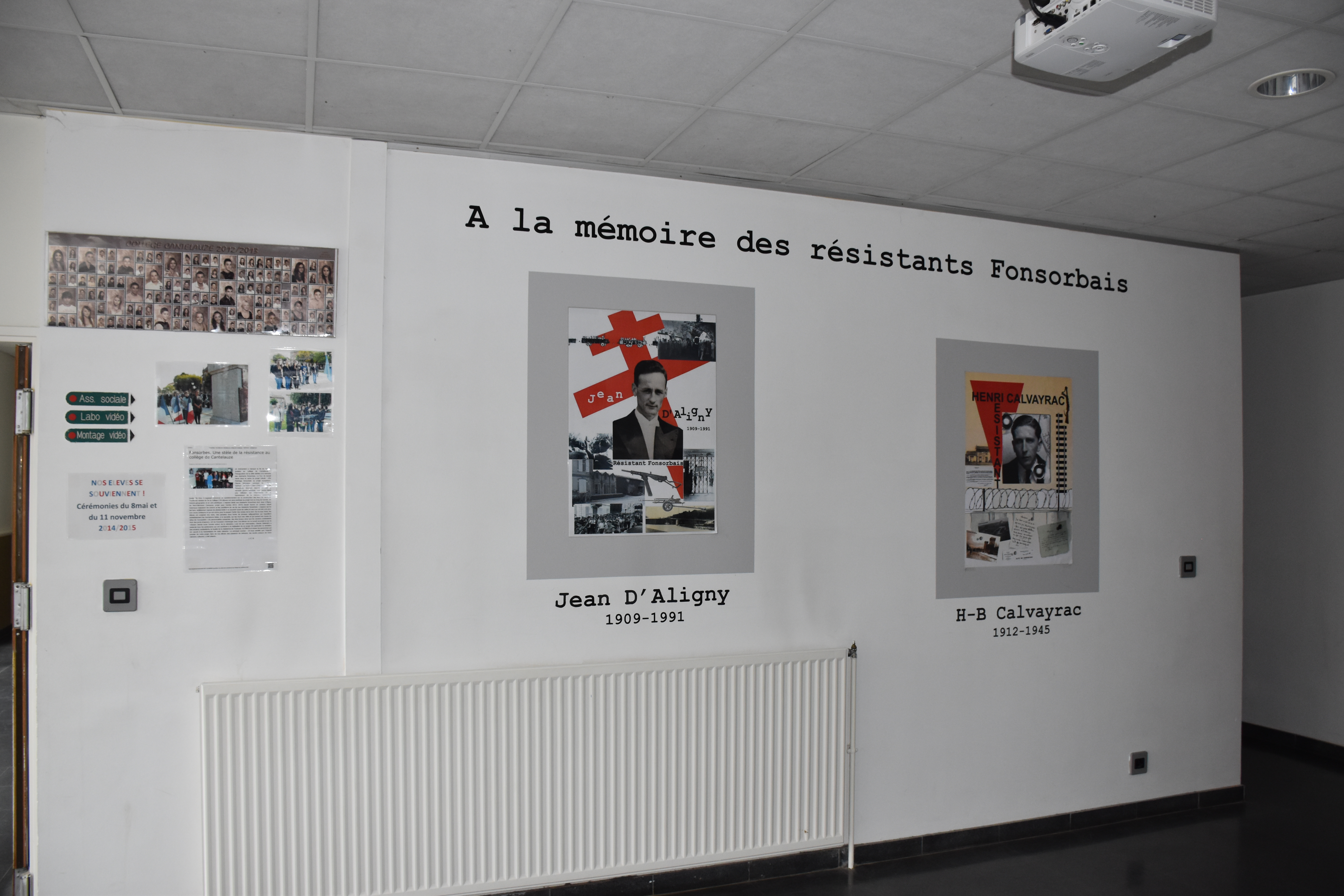
Mémorial à l'intérieur du collège de Cantelauze à Fonsorbes